# Musseromys beneficus
Musseromys beneficus és una espècie de rosegadors de la família dels múrids. És endèmic de l'illa de Luzon (Filipines). Té una llargada de cap a gropa de 75–84 mm, la cua de 82–88 mm, els peus de 18–19 mm, les orelles de 16 mm i un pes de fins a 22 g. El pelatge, curt i suau, és de color marró rogenc al dors i més clar al ventre. Probablement és un animal nocturn i arborícola